# Mazzarona
La Mazzarona (Mazzarruna in dialetto siracusano), è un quartiere situato nella periferia nord-est di Siracusa.

"Un caldo torrido avvolgeva Mazzarona, quartiere della provincia siracusana segnato dal degrado urbano e dall'abbandono, ma adagiato su una delle coste più belle e caratteristiche della Sicilia."
-Salvatore Savasta

## Storia
Secondo le ricerche e i rilievi dell'archeologo e filologo Hans-Peter Drögemüller, lo storico e terzo porto aretuseo Trogilo si trovava in questa zona, contraddicendo la versione dominante che lo localizza nella rada di Santa Panagia, tanto che la costa tra Grottasanta e Mazzarrona veniva definita dai greci come "capo Tròghilo".
Il quartiere moderno è sorto durante il boom edilizio (popolare e privato) partito dagli anni sessanta e terminato negli anni ottanta, ed è una zona dalle due facce; da un lato è un vistoso esempio di quartiere dormitorio caratterizzato, così come altri quartieri periferici di Siracusa e non solo, da un forte degrado e da un altrettanto senso di abbandono; da un altro si trova presso una delle zone più belle della città, in quanto caratterizzata dalla presenza del mare, di scogliere e di altre bellezze naturali facenti parte della lunga fascia costiera che parte da sud (dal porto piccolo e dallo sbarcadero di Santa Lucia) e termina a nord della città (tra Scala Greca e Targia).
Negli anni duemila l'amministrazione comunale ha avviato alcuni progetti di miglioramento, in quanto la assai criticabile urbanizzazione del passato ha determinato la carenza di attività commerciali e di servizi, favorendo in tal senso la nascita di una biblioteca di quartiere, un centro per anziani, una nuova scuola, l'ampliamento e l'ammodernamento del polisportivo Giorgio Di Bari. Il primo progetto è stato portato a termine nel 2009 e riguarda la cosiddetta pista ciclabile Rossana Maiorca che attraversa tutta la suddetta costa e fornisce ai residenti di questa e di altre zone cittadine un luogo dove poter praticare sport (ciclismo, corsa, e ultimamente anche camminata nordica) e dove potersi ritrovare con la natura in quella che è rimasta una larga parte incontaminata e selvaggia della città. 
Nel 2019 è stato presentato un progetto di rigenerazione urbana del quartiere nell'ambito del G124 di Renzo Piano.
Dal 1984 al novembre 2009 in viale Algeri, una delle arterie principali del quartiere in condivisione con Grottasanta con cui forma un'area senza soluzione di continuità, ha avuto luogo ogni mercoledì il mercato settimanale di alimentari e abbigliamento, spostato nel soprastante quartiere di Bosco Minniti in piazza Marcello Sgarlata per l'inadeguatezza della vecchia area mercatale che, essendo ubicata in mezzo a delle abitazioni, comportava disagi e generalmente una difficile convivenza con i residenti.  